# Politique étrangère de la Serbie
La politique étrangère de la Serbie, ou diplomatie serbe, est la politique menée par la Serbie vis-à-vis des autres pays en vue de favoriser ses intérêts géostratégiques, politiques, et économiques.
La Serbie base sa politique étrangère selon trois axes, l'alliance avec l'Occident, l'alliance avec la Russie, et une troisième voie faisant de la Serbie un pays pivot et neutre qui serait l'objet d'une politique bienveillante de la part des deux blocs, la Serbie ayant de bonnes relations avec les deux Europe,,,. Pour illustrer cette politique, la capitale serbe, Belgrade, fut choisie par Washington et Moscou le 7 octobre 2017 comme lieu neutre pour une rencontre entre Kurt Walker et Vladislav Surkov pour débattre de leurs politiques dans la guerre russo-ukrainienne.
Cette politique a été inaugurée par la dynastie serbe des Nemanjic au Moyen-Âge, sous le règne de Stefan Ier Nemanjić et de son frère Saint Sava. L'un obtint le titre de roi de Rome et l'autre l'indépendance de l'Église serbe de Constantinople.  
Tito s'inspira de cette politique des deux pôles dans son idée des pays non-alignés. 

## Les anciennes républiquesyougoslaves

### Bosnie-Herzégovine
Depuis la fin de la guerre de Bosnie, les accords de Dayton de décembre 1995 et la reconnaissance mutuelle des deux États, les relations entre la Serbie et la Bosnie ne sont que formelles. En effet, la Serbie a, selon les accords de Dayton, le droit d'avoir des «relations spéciales» avec la république serbe de Bosnie, elle ignore le plus souvent Sarajevo. La Bosnie n'a pas reconnu le Kosovo de crainte de voir la république serbe de Bosnie suivre le même chemin.

### Macédoine du Nord
Le souverain serbe Stefan Milutin s'empare de la Macédoine en 1284. Elle reste serbe jusqu'en 1371 et la défaite de Vukašin Mrnjavčević lors de la bataille de la Maritsa. Dans un premier temps Marko Mrnjavčević la gouverne sous l'autorité des Ottomans, puis les Turcs l'occupent seuls jusqu'en 1913[réf. nécessaire].
En 1913, le royaume de Serbie libère la Macédoine de l'occupation turque puis participe aux deux guerres des Balkans contre la Bulgarie, avec le soutien de la Grèce, pour en garder le territoire. La Serbie, la Bulgarie et la Grèce se partagent alors le territoire macédonien. La Macédoine du Nord d'aujourd'hui est la Macédoine serbe de 1913.
La Macédoine du Nord n'a jamais été un État indépendant avant la dissolution de la Yougoslavie. Les gouvernements serbes d'avant 1945 l'ont considérée comme la Serbie du Sud, d'où l'émotion produite en Serbie lors de sa déclaration d'indépendance en 1991, quelques semaines après les déclarations d'indépendance de la Croatie et de la Slovénie[réf. nécessaire].
Aujourd'hui, la Serbie a généralement une politique attentiste vis-à-vis de la Macédoine du Nord[réf. nécessaire].

#### Le conflit des églises orthodoxes
Depuis 1967, la Macédoine du Nord est le théâtre d'un conflit juridictionnel entre deux Églises orthodoxes qui se « disputent » son territoire :
- l'Église orthodoxe macédonienne, dont le caractère autocéphale n'est pas reconnu par les autres Églises ;
- l'Église orthodoxe serbe, qui a créé en Macédoine du Nord un exarchat nommé l'archidiocèse d'Ohrid avec à sa tête Jovan Vraniskovski, un Macédonien.

Depuis l'indépendance de la Macédoine du Nord, ce conflit a pris une ampleur qui tend les relations entre les deux États. La Macédoine du Nord fait une politique très répressives contre l'Église orthodoxe serbe faisant intervenir régulièrement les forces de police dans les lieux de culte.

### Monténégro
Jusqu'à la Première Guerre mondiale l'histoire des monténégrins s'est confondue avec celle des Serbes. L'appellation Crna Gora, qui signifie littéralement Montagne Noire en Serbe ou Monte Negro (Monténégro) en italien, apparaît pour la première fois dans l'histoire, sous le règne Serbe de Stefan Uroš II Milutin. En effet le souverain serbe nomma ainsi une commune (aujourd'hui au Monténégro) de son royaume du nom de l'actuelle république.
Avant la première guerre mondiale, le Monténégro et la Serbie étaient bien deux états séparés mais il n'existait aucune animosité, que ce soit entre ses dirigeants ou ses habitants. Les choses se compliquent en 1918 lors d'un vote au parlement du Monténégro où il était question pour le royaume de s'unir avec la Serbie : une partie des parlementaires refusa cette union. Ils sont couramment désignés sous le nom de "verts" car leurs noms furent inscrits sur une liste de papier vert, tandis que les parlementaires favorables à l'union furent nommés les blancs, pour la même raison. Les verts furent finalement minoritaires et le Monténégro rejoignit l'union des Serbes, des Croates et des Slovènes.
En mars 1992, un référendum fut organisé dans la république du Monténégro, afin de déterminer si le Monténégro devait prendre son indépendance ou rester uni à la Serbie. 95,9 % des votes exprimés se déclarent en faveur de l'union.
En 1992, Milo Đukanović soutenait l'union. Il était à l'époque le représentant de Slobodan Milosevic au Monténégro. Mais à partir de 1996, pendant la période de la révolte étudiante belgradoise contre Slobodan Milosevic, l'ex-dirigeant communiste Djukanovic abandonne Milosevic, mais est toujours un partisan de l'union avec la Serbie. C’est après la chute de Slobodan Milosevic, en 2000, que Djukanovic prend parti pour l'indépendance du Monténégro.
En mai 2006 (voir Référendum de 2006 sur l'indépendance du Monténégro) le Monténégro proclame son indépendance vis-à-vis de la Serbie à l'issue du référendum dans lequel 55,4 % des votants se sont déclarés pour l'indépendance, juste au-dessus du seuil de 55 % imposé par l'Union Européenne. 
Depuis 2006, les relations entre la Serbie et le Monténégro se heurtent à plusieurs obstacles. Linguistique, malgré l'indépendance, 43% des monténégrins déclarent parler le serbe, 37 % parlent Serbo-Monténégrin, et le reste parle une autre langue. Dans les faits les Serbes et les monténégrins (ainsi que les Croates et les Bosniaques) parlent la même langue que l'on appelait le serbo-croate. L'autre point d'achoppement, entre le gouvernement monténégrin et serbe, est le statut de l'église orthodoxe serbe. En effet, le gouvernement du Monténégro, afin de lutter contre l'influence de l'église orthodoxe serbe, a encouragé la création de l'église orthodoxe monténégrine (non reconnue par les autres églises orthodoxes). À la suite de la création de l'église monténégrine, l'État l'a soutenue dans sa politique de récupération des édifices religieux qu'elle considérait comme lui appartenant. Cependant ,ces édifices étaient déjà occupés par l'église orthodoxe serbe. Pour régler ce différend religieux l'église orthodoxe russe se plaça en médiateur, en proposant à l'église monténégrine de prendre le statut d'église autonome mais au sein de l'église orthodoxe serbe. Cette solution avait déjà été adoptée en Ukraine pour résoudre le problème qu'a rencontré l'église orthodoxe russe avec la déclaration d'indépendance de la république d'Ukraine  .

### Slovénie
Si la Slovénie est la seule république de l'ancienne Yougoslavie à ne pas avoir eu de communauté serbe importante, elle a tout de même élu, en 2007,  Zoran Jankovic qui fait partie par son père de la communauté serbe de Slovénie, à la mairie de la capitale Ljubljana. La Slovénie a cependant reconnu le Kosovo comme la Croatie, dégradant ses relations avec Belgrade.  Avec son entrée dans l'UE, la Slovénie a renoué des relations avec la Serbie qui sont devenues sereines depuis la fin du conflit ex-yougoslave. La Slovénie encourage fortement l'intégration à l'UE de la Serbie et espère par-là l'ouverture d'un marché serbe à ses produits.
En avril 2011, à Smederevo, en Serbie, les trois chef d'état, le président de Serbie Boris Tadic et les Premiers ministres de Croatie et de Slovénie Jadranka Kosor et Borut Pahor ont signé l'accord sur la création du Consortium Serbie - Croatie - Slovénie,,.

## Les entités ethniques

### Kosovo
- Kosovo
- États reconnaissant formellement l'indépendance du Kosovo
- États prévoyant de reconnaître formellement le Kosovo
- États ayant exprimé leur neutralité ou ayant reporté la reconnaissance du Kosovo
- États s'étant déclarés préoccupés par une déclaration d'indépendance unilatérale
- États ayant déclaré ne pas reconnaître l'indépendance du Kosovo
- États n'ayant pas exprimé de position

Reconnaissance internationale du Kosovo :
Kosovo
États reconnaissant formellement l'indépendance du Kosovo
États prévoyant de reconnaître formellement le Kosovo
États ayant exprimé leur neutralité ou ayant reporté la reconnaissance du Kosovo
États s'étant déclarés préoccupés par une déclaration d'indépendance unilatérale
États ayant déclaré ne pas reconnaître l'indépendance du Kosovo
États n'ayant pas exprimé de position (mis à jour le 13 août 2016)

Le Kosovo est l'objet d'une dispute territoriale entre la république de Serbie et la république autoproclamée du Kosovo. Les institutions provisoires d'autogestion kosovares ont unilatéralement déclarées l'indépendance le 17 février 2008, tandis que la Serbie affirme toujours que la dite province fait encore partie de son propre territoire. Le Kosovo a été reconnu par 72 de 192 États membres de Nations unies.

## Les voisins balkaniques et centraux

### Grèce
Par la suite les relations entre le royaume de Serbie et l'Empire byzantin furent plus conflictuelles. En effet, les seigneurs serbes prirent parti dans les querelles intestines au sein de l'Empire byzantin. Ce n'est que l'arrivée des Ottomans dans les Balkans qui unirent de nouveaux Serbes et Grecs. À la suite de l'occupation des territoires byzantins, des centaines de milliers de Grecs vinrent s'installer en Serbie. En 1453, après la chute de Smederevo et l'occupation de la Serbie, Serbes et Grecs se retrouvèrent tous les deux sous le joug des Turcs, et cela jusqu'aux guerres de libération du XIXe siècle. Ce sont en effet les Serbes et les Grecs qui les premiers dans les Balkans obtinrent leur indépendance vis-à-vis de l'Empire ottoman.

## Autres États

### Chine
La Chine a fait de la Serbie son allié principal dans les Balkans et cela depuis les années 1970. En août 2009, un accord bilatéral a été signé entre les deux pays où ils s'engagent à défendre l'intégrité territoriale des deux États. Sachant que la Chine ne reconnaît pas le Kosovo, cela donne un allié de poids à la Serbie.

## Union européenne
Lors des négociations d'adhésion de la Grèce avec la CEE en 1978 (nom de l'UE à l'époque), il a été proposé à la Yougoslavie de devenir membre de la CEE. La Yougoslavie étant fidèle à sa politique de non-aligné a alors refusé de devenir membre de la CEE. Aujourd'hui la Serbie qui est l'héritière de la Yougoslavie désire devenir membre de l'UE.
En ce qui concerne le « Kosovo », l'UE n'a pas de politique envers la Serbie pour la simple et bonne raison que les membres de l'UE ne sont pas tous en accord sur la politique de reconnaissance du Kosovo. Certains membres comme l'Allemagne et la Slovénie ont reconnu le Kosovo, d'autre comme l'Espagne et la Grèce, non.

### Les progrès
La Serbie ne rencontre pas de difficultés particulières en vue de remplir les critères d'adhésion à l'UE. La lutte contre la corruption est la réforme la plus compliquée qu'elle pourrait rencontrer. Le 15 juillet, la Commission européenne a proposé la libéralisation des visas pour la Serbie à partir du 1er janvier 2010.

#### Début des pourparlers d'adhésion entre la Serbie et l'Union européenne
En décembre 2015, la Serbie débute les négociations d'adhésion à l'UE. Deux chapitres de négociation ont été ouverts le lundi 14 décembre lors d'une conférence intergouvernementale à Bruxelles: le chapitre 32, sur le contrôle financier, et le chapitre 35, sur l'approfondissement de la normalisation des relations entre la Serbie et les Albanais du Kosovo. Jamais les négociations d’adhésion n'ont débuté avec le chapitre 35, qui est plutôt un chapitre négocié en fin d'adhésion, une fois de plus la Serbie subit un traitement original, au même moment l'UE continue les négociations avec la Turquie non pas sur le dialogue turco-kurde, mais sur l'économie montrant ainsi la politique du 2 poids 2 mesures de Bruxelles.

### Les obstacles
Le blocage des Pays-Bas était la seule difficulté de l'adhésion de la Serbie à l'UE. Les Pays-Bas étaient le seul pays de l'UE qui considérait encore que la Serbie ne collaborait pas pleinement avec la Cour pénale internationale de la Haye malgré les arrestations de Slobodan Milošević et de Radovan Karadžić. Les Néerlandais réclamaient encore plus de preuves de la bonne volonté de Belgrade à arrêter les personnalités serbes impliquées dans les guerres des années 1990, notamment l'arrestation du général Serbe Bosniaque, Mladic, qui était en fuite.
La Serbie a arrêté tous les criminels de guerre recherchés par le tribunal. Malgré cela, elle s'est vu refuser le statut de candidat à l'adhésion en décembre 2011. Refus non catégorique, la question sera de nouveau à l'ordre du jour en mars 2012. Mais l'obtention d'un statut de candidat à l'adhésion est plus compliqué malgré le fait que la Serbie ait rempli tous les critères. L’Allemagne demande dans un premier temps à la Serbie (non directement) de reconnaître le Kosovo. Jusqu'ici l'Union européenne quant à elle n'a jamais demandé à la Serbie de reconnaître le Kosovo pour obtenir le statut de candidat, pour la simple et bonne raison que des pays de l'Union européenne ont eux aussi refusé de reconnaître la province kosovare comme un État (Espagne, Grèce, Slovaquie, Chypre). En mars 2012, l'Allemagne a infléchi sa position comme tous les pays de l'UE. Les exceptions sont la Roumanie et la Lituanie, la Roumanie réclamant une autonomie plus importante pour les populations valaches de l'est de la Serbie, elle a été alors accusée par les autres européens de manquer d'esprit envers l'idée européenne et la Lituanie demande à la Serbie de ne pas poser de candidature à un poste clé à l'ONU en raison de sa propre candidature.